# XXII Corpo de Montanha (Alemanha)
O XXII Corpo de Montanha (em alemão:XXII. Gebirgs-Armeekorps) foi um Corpo de Exército alemão que operou durante a Segunda Guerra Mundial.

## Comandantes
| Comandante                            | Data                                     |
| ------------------------------------- | ---------------------------------------- |
| General der Gebirgstruppe Hubert Lanz | 25 de agosto de 1943 - 8 de maio de 1945 |

## Chiefs of Staff
| Oberst Albert Dietl            | 15 de agosto de 1943 - 25 de janeiro de 1944 |
| Oberst Ulrich Bürker           | 25 de janeiro de 1944 - 10 de agosto de 1944 |
| Oberstleutnant Herbert Geitner | 10 de agosto de 1944 - maio de 1945          |

## Oficiais de operações
| Major Wolf-Christian von Loeben | 15 de agosto de 1943 - 25 de junho de 1944    |
| Major Walter Klingsporn         | 25 de junho de 1944 - 10 de fevereiro de 1945 |
| Major Klaus Görnandt            | 10 de fevereiro de 1945 - maio de 1945        |

## Área de operações
| Grécia, Iugoslávia, Hungria]] | agosto de 1943 - maio de 1945 |